# Spragueville (Iowa)
Spragueville – miasto w Stanach Zjednoczonych, w stanie Iowa, w hrabstwie Jackson. W 2021 roku liczyło 119 mieszkańców.